# Ambukiv, Volodîmîr-Volînskîi
Ambukiv (în ucraineană Амбуків, poloneză Ambuków) este un sat în comuna Ludîn din raionul Volodîmîr-Volînskîi, regiunea Volînia, Ucraina.

## Demografie
Componența lingvistică a localității Ambukiv
     Ucraineană (99,14%)
     Alte limbi (0,86%)
Conform recensământului din 2001, majoritatea populației localității Ambukiv era vorbitoare de ucraineană (99,14%), existând în minoritate și vorbitori de alte limbi.